# ポケモンクエスト
『ポケモンクエスト』は、ゲームフリークが開発し、株式会社ポケモンより発売されたゲームソフト。2018年5月30日にNintendo Switch向けに配信され、同年6月27日にスマートフォンアプリ版が配信された。基本プレイは無料で、一部アイテム課金あり。
『ポケットモンスター』シリーズの派生タイトルのひとつ。

## 概要
全てが四角で構成される「カクコロ島」を舞台に、「ポクセル」と呼ばれる四角いポケモンたちを仲間にして探索を進めていく。2018年10月現在実装されているのは、『ポケットモンスター赤・緑』に登場するポケモン。
Nintendo Switch版は、2018年6月20日現在で250万ダウンロードを突破した。

## システム
探検
各ステージに配置された敵のポケモンを倒して攻略することを目的とし、手持ちのポケモンから3匹を選んでチームを作成して挑む。この際、手持ちのポケモンは敵を自動で追尾し攻撃するが、「わざ」の発動のタイミングはプレイヤーが指示する。ポケモンが覚える「わざ」には、敵にダメージを与えるものや、ステータス変動を起こすものなどがある。
ポケモンの育成
本作では、経験値をためることでレベルアップするシステムの他に、「Pストーン」と呼ばれるアイテムがあり、装備することでHPや攻撃力などを上昇させる効果がある。「Pストーン」の装備可能数はレベルに応じて増加する。
料理
『赤・青』をはじめとする通常のポケモン作品とは異なり、本作では「料理」の機能を使用して仲間のポケモンを増やす。拠点（ベースキャンプ）には大鍋が設置されており、ここに探索で入手した材料を投入して表示されている数字の分ステージをクリアすることで料理が完成する。ポケモンごとに好物の料理が設定されており、料理が完成すると仲間が増えるシステムとなっている。
もようがえ
拠点（ベースキャンプ）には観賞用のアイテムを設置することができ、設置したアイテムによっては特定のポケモンを仲間にしやすくなったり、特定のレベル以下のポケモンのレベルが上がりやすくなったり、特定の食材が集まりやすくなる効果などがある。